# Замок Лакиера
Замок Лакиера — усадьба-дача, построенная в 1861 году для первого классификатора русской геральдики, историка, Александра Лакиера. В 1994 году «Ансамбль усадьбы – дачи Лакиера А.Б.» был признан объектом культурного наследия регионального значения. Это единственное строение в стиле русской неоготики в Ростовской области.
В январе 2022 года стало известно, что власти решили выставить усадьбу на продажу, так как средств на реставрацию не нашлось. Активисты из движения «Мой фасад» пытаются найти деньги для ремонта всего комплекса и создания на его месте музея с 2015 года.